# Tanabe
Tanabe (田辺市 -shi) é uma cidade japonesa localizada na província de Wakayama.
Em 2003 a cidade tinha uma população estimada em 69 737 habitantes e uma densidade populacional de 511,19 h/km². Tem uma área total de 136,42 km².
Recebeu o estatuto de cidade a 20 de Maio de 1942.